# Lacave (Lot)
Pour les articles homonymes, voir Lacave.
Lacave est une commune française, située dans le nord-ouest du département du Lot en région Occitanie.
Elle est également dans le causse de Gramat, le plus vaste et le plus sauvage des quatre causses du Quercy.
Exposée à un climat océanique altéré, elle est drainée par la Dordogne, l'Ouysse et par divers autres petits cours d'eau. Incluse dans le bassin de la Dordogne, la commune possède un patrimoine naturel remarquable : deux sites Natura 2000 (la « vallée de la Dordogne quercynoise » et les « vallées de l'Ouysse et de l'Alzou »), deux espaces protégés (le « cours lotois de la Dordogne » et le « géoparc des causses du Quercy ») et cinq zones naturelles d'intérêt écologique, faunistique et floristique.
Lacave est une commune rurale qui compte 264 habitants en 2022, après avoir connu un pic de population de 777 habitants en 1806.  Ses habitants sont appelés les Lacavois ou  Lacavoises.

## Géographie
Lacave se situe au pied du causse de Gramat, au confluent de la Dordogne et de l'Ouysse. Le village se trouve à 12 km de Souillac et 8 km de Rocamadour. Il est bâti contre une colline, face au château de Belcastel qui semble le protéger du haut de son éperon rocheux, en surplomb de la vallée de l'Ouysse et de la Dordogne.

### Communes limitrophes
Les communes limitrophes sont  Calès, Meyronne, Pinsac, Rocamadour et Saint-Sozy.
| Pinsac | Saint-Sozy | Meyronne   |
|        | Lacave     |            |
| Calès  |            | Rocamadour |

### Climat
Pour des articles plus généraux, voir Climat de l'Occitanie et Climat du Lot.
En 2010, le climat de la commune est de type climat océanique altéré, selon une étude s'appuyant sur une série de données couvrant la période 1971-2000. En 2020, Météo-France publie une typologie des climats de la France métropolitaine dans laquelle la commune est toujours exposée à un climat océanique altéré et est dans la région climatique Ouest et nord-ouest du Massif Central, caractérisée par une pluviométrie annuelle de 900 à 1 500 mm, maximale en automne et en hiver.
Pour la période 1971-2000, la température annuelle moyenne est de 12,6 °C, avec une amplitude thermique annuelle de 15,7 °C. Le cumul annuel moyen de précipitations est de 919 mm, avec 12 jours de précipitations en janvier et 7 jours en juillet. Pour la période 1991-2020, la température moyenne annuelle observée sur la station météorologique la plus proche, située sur la commune de Gourdon à 18 km à vol d'oiseau, est de 13,1 °C et le cumul annuel moyen de précipitations est de 823,0 mm,. Pour l'avenir, les paramètres climatiques de la commune estimés pour 2050 selon différents scénarios d’émission de gaz à effet de serre sont consultables sur un site dédié publié par Météo-France en novembre 2022.

### Milieux naturels et biodiversité

#### Espaces protégés
La protection réglementaire est le mode d’intervention le plus fort pour préserver des espaces naturels remarquables et leur biodiversité associée,.
La commune fait partie du parc naturel régional des Causses du Quercy, un espace protégé créé en 1999 et d'une superficie de 183 039 ha, qui s'étend sur 102 communes du département du Lot. La cohérence du territoire du Parc s’est fondée sur l’unité géologique d’un même socle de massif karstique, entaillé de profondes vallées. Le périmètre repose sur une unité de paysages autour de la pierre et du bâti (souvent en pierre sèche), de l’empreinte des pelouses sèches et du pastoralisme et de l’omniprésence des patrimoines naturels et culturels,. Ce parc a été classé Géoparc en mai 2017 sous la dénomination « géoparc des causses du Quercy », faisant dès lors partie du réseau mondial des Géoparcs, soutenu par l’UNESCO,.
La commune fait également partie du bassin de la Dordogne, un territoire  reconnu réserve de biosphère par l'UNESCO en juillet 2012,.
Un  autre espace protégé est présent sur la commune : 
le « cours lotois de la Dordogne », objet d'un arrêté de protection de biotope, d'une superficie de 569,6 ha.

#### Réseau Natura 2000

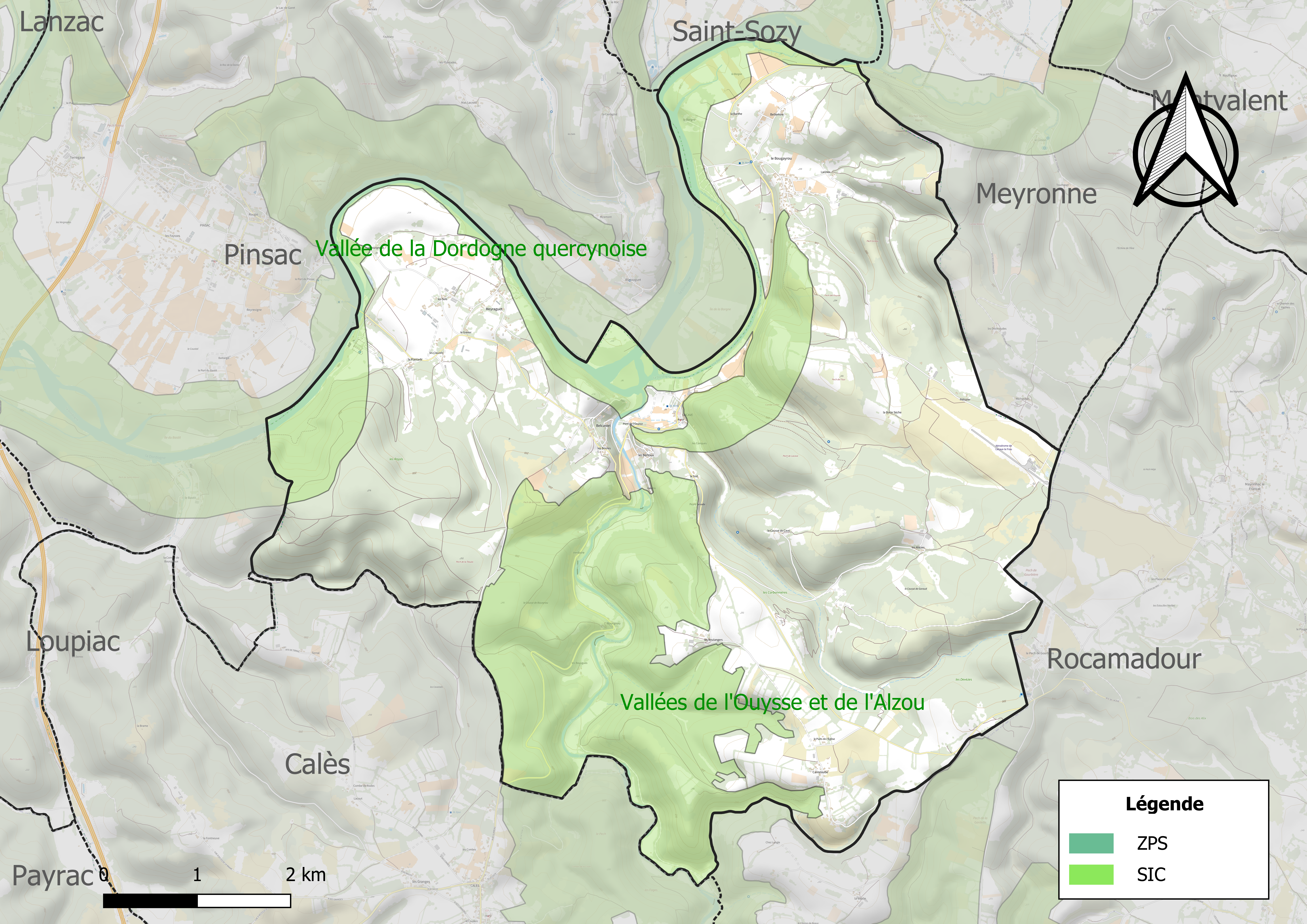
Sites Natura 2000 sur le territoire communal.

Le réseau Natura 2000 est un réseau écologique européen de sites naturels d'intérêt écologique élaboré à partir des directives habitats et oiseaux, constitué de zones spéciales de conservation (ZSC) et de zones de protection spéciale (ZPS).
Deux sites Natura 2000 ont été définis sur la commune au titre de la directive habitats :
- la « vallée de la Dordogne quercynoise », d'une superficie de 5 567 ha, qui présente des milieux aquatiques d'intérêt majeur et un important éventail des milieux alluviaux qui abritent, outre un nombre significatif d'espèces de l'annexe II, de nombreuses espèces localisées à rares aux niveaux régional ou national[20] ;
- les « vallées de l'Ouysse et de l'Alzou », d'une superficie de 3 009 ha, un territoire très riche en entomofaune, comprenant notamment, outre les insectes répertoriés de l'annexe II, nombre d'espèces remarquables d'orthoptères (Omocestus raymondi, Sphingonotus caerulans), de lépidoptères (Brenthis hecate, Chazara briseis, Euchloe tagis) et de coléoptères (Acmaedora pilosellae, Barypeithes pyreneus, Carabus hispanus, Sphenoptera parvula)[21] ;

#### Zones naturelles d'intérêt écologique, faunistique et floristique
L’inventaire des zones naturelles d'intérêt écologique, faunistique et floristique (ZNIEFF) a pour objectif de réaliser une couverture des zones les plus intéressantes sur le plan écologique, essentiellement dans la perspective d’améliorer la connaissance du patrimoine naturel national et de fournir aux différents décideurs un outil d’aide à la prise en compte de l’environnement dans l’aménagement du territoire.
Quatre ZNIEFF de type 1 sont recensées sur la commune :
- les « coteaux et pech de Lacave à Rocamadour » (517 ha), couvrant 2 communes du département[23] ;
- « la Dordogne quercynoise » (2 081 ha), couvrant 24 communes dont deux en Corrèze, deux en Dordogne et vingt dans le Lot[24], qui comprend de nombreuses espèces déterminantes (soixante-six  animales et cinquante végétales) ;
- les « rocher Sainte-Marie, puech d'Aussel, vallon du Limon et combes tributaires » (369 ha), couvrant 3 communes du département[25] ;
- les « vallées de l'Ouysse et de l'Alzou » (3 030 ha), couvrant 5 communes du département[26] ;

et une ZNIEFF de type 2, : 
la « vallée de la Dordogne quercynoise » (8 758 ha), couvrant 28 communes : deux en Corrèze, deux en Dordogne et vingt-quatre dans le Lot.

Carte des ZNIEFF de type 1 et 2 à Lacave.
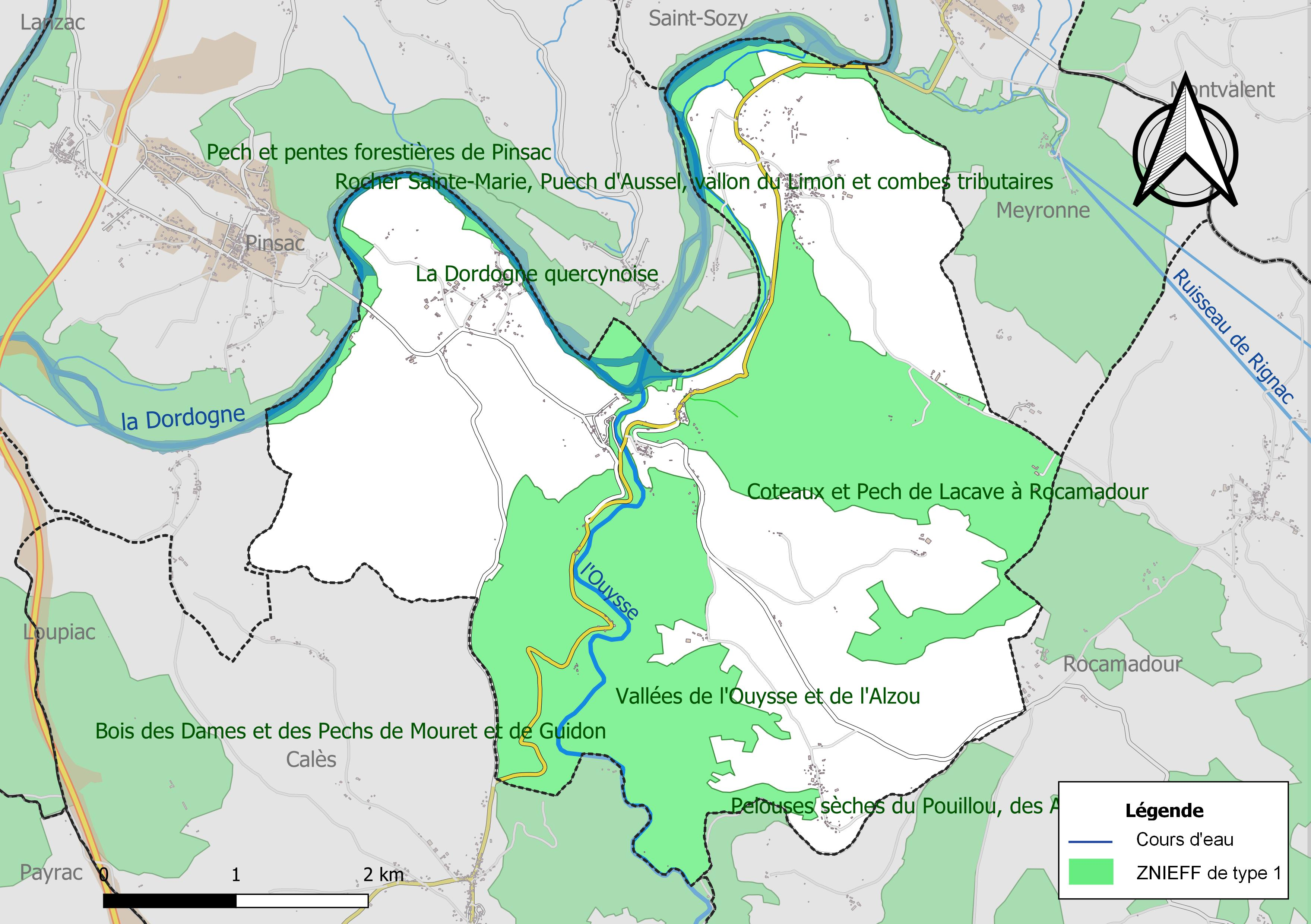
Carte des ZNIEFF de type 1 sur la commune.
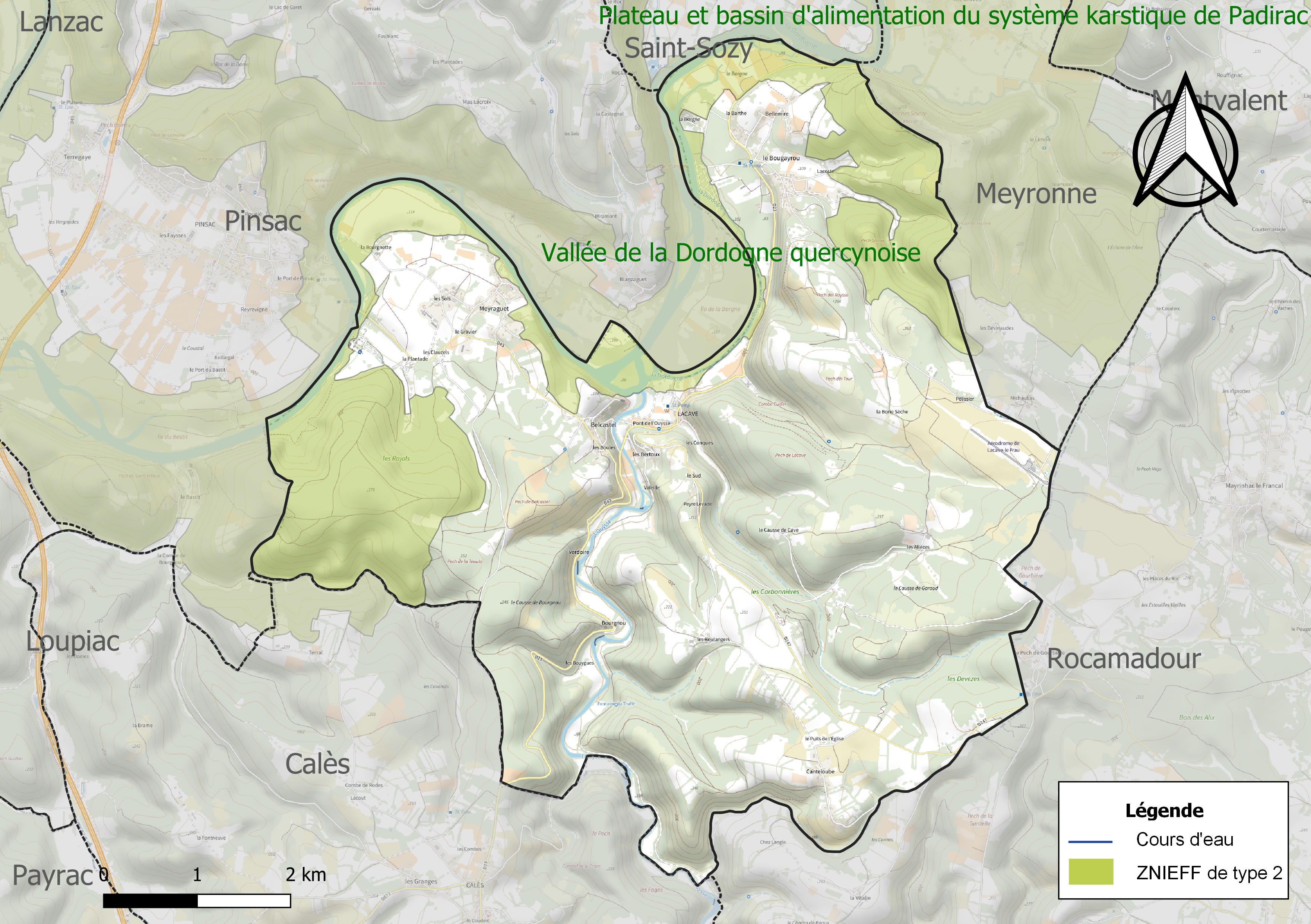
Carte de la ZNIEFF de type 2 sur la commune.

## Urbanisme

### Typologie
Au 1er janvier 2024, Lacave est catégorisée commune rurale à habitat dispersé, selon la nouvelle grille communale de densité à sept niveaux définie par l'Insee en 2022.
Elle est située hors unité urbaine et hors attraction des villes,.

### Occupation des sols
L'occupation des sols de la commune, telle qu'elle ressort de la base de données européenne d’occupation biophysique des sols Corine Land Cover (CLC), est marquée par l'importance des forêts et milieux semi-naturels (74,3 % en 2018), une proportion sensiblement équivalente à celle de 1990 (75,1 %). La répartition détaillée en 2018 est la suivante : 
forêts (41 %), milieux à végétation arbustive et/ou herbacée (33,4 %), zones agricoles hétérogènes (13,1 %), prairies (4,9 %), terres arables (3,4 %), eaux continentales (2,9 %), cultures permanentes (1,4 %). L'évolution de l’occupation des sols de la commune et de ses infrastructures peut être observée sur les différentes représentations cartographiques du territoire : la carte de Cassini (XVIIIe siècle), la carte d'état-major (1820-1866) et les cartes ou photos aériennes de l'IGN pour la période actuelle (1950 à aujourd'hui).

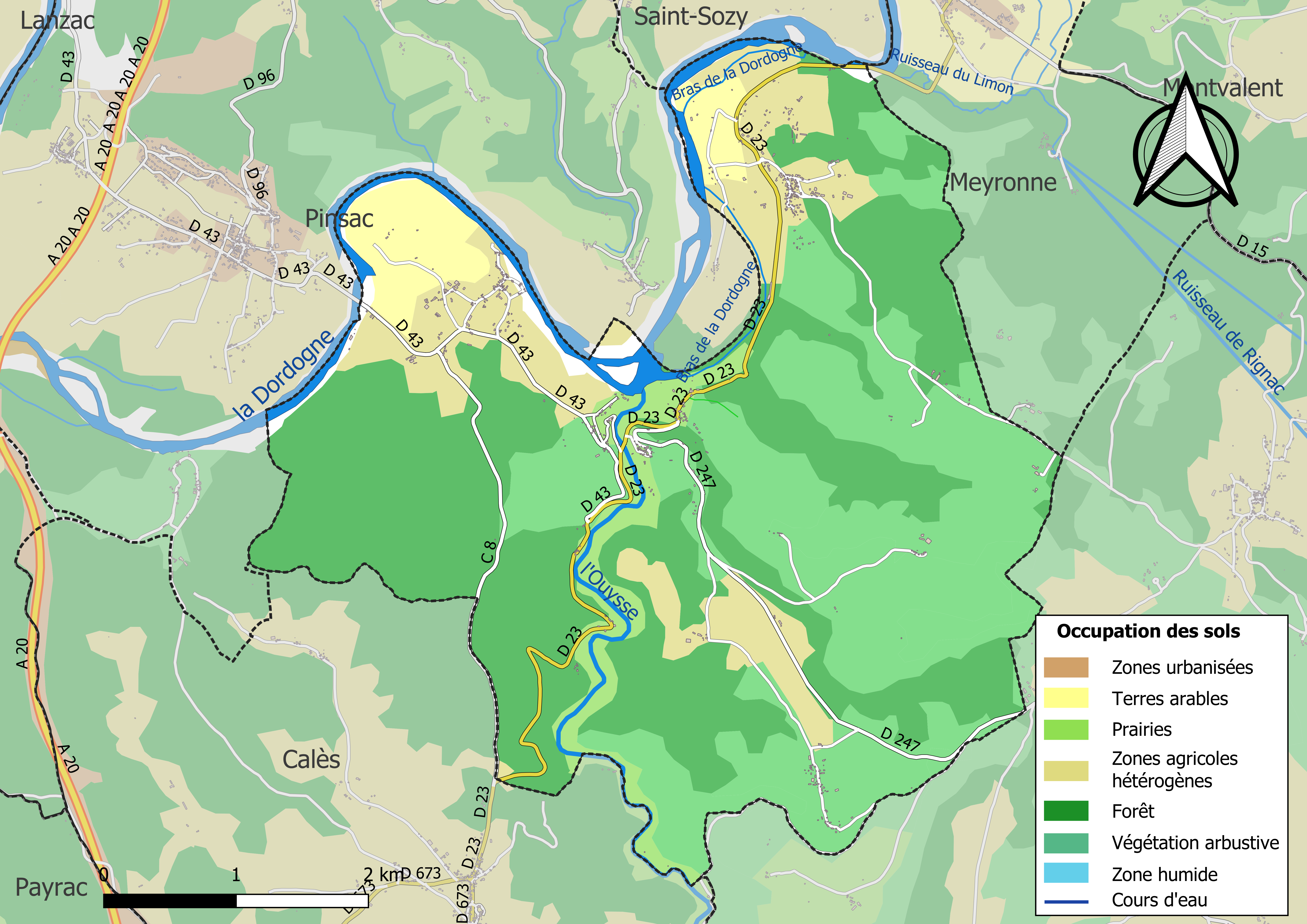
Carte des infrastructures et de l'occupation des sols de la commune en 2018 (CLC).

### Risques majeurs
Le territoire de la commune de Lacave est vulnérable à différents aléas naturels : météorologiques (tempête, orage, neige, grand froid, canicule ou sécheresse), inondations, feux de forêts, mouvements de terrains et séisme (sismicité très faible). Il est également exposé à un risque technologique, la rupture d'un barrage. Un site publié par le BRGM permet d'évaluer simplement et rapidement les risques d'un bien localisé soit par son adresse soit par le numéro de sa parcelle.

#### Risques naturels
Certaines parties du territoire communal sont susceptibles d’être affectées par le risque d’inondation par débordement de cours d'eau, notamment la Dordogne et l'Ouysse. La cartographie des zones inondables en ex-Midi-Pyrénées réalisée dans le cadre du XIe Contrat de plan État-région, visant à informer les citoyens et les décideurs sur le risque d’inondation, est accessible sur le site de la DREAL Occitanie. La commune a été reconnue en état de catastrophe naturelle au titre des dommages causés par les inondations et coulées de boue survenues en 1982, 1983, 1989, 1992, 1993, 1999 et 2021,.
Lacave est exposée au risque de feu de forêt. Un plan départemental de protection des forêts contre les incendies a été approuvé par arrêté préfectoral le 30 novembre 2015 pour la période 2015-2025. Les propriétaires doivent ainsi couper les broussailles, les arbustes et les branches basses sur une profondeur de 50 mètres, aux abords des constructions, chantiers, travaux et installations de toute nature, situées à moins de 200 mètres de terrains en nature
de bois, forêts, plantations, reboisements, landes ou friches. Le brûlage des déchets issus de l’entretien des parcs et jardins des ménages et des collectivités est interdit. L’écobuage est également interdit, ainsi que les feux de type méchouis et barbecues, à l’exception de ceux prévus dans des installations fixes (non situées sous couvert d'arbres) constituant une dépendance d'habitation.

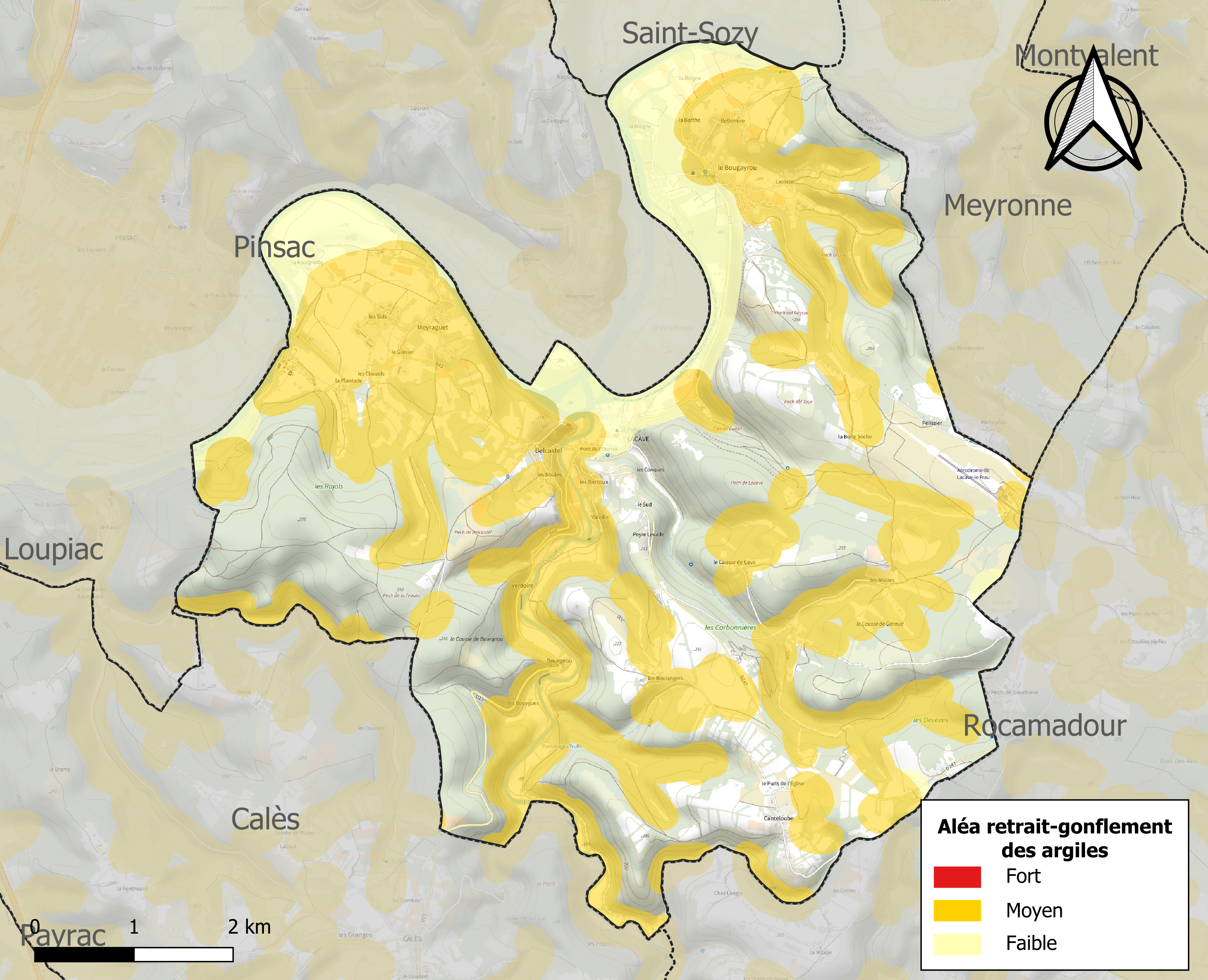
Carte des zones d'aléa retrait-gonflement des sols argileux de Lacave.

Les mouvements de terrains susceptibles de se produire sur la commune sont des affaissements et effondrements liés aux cavités souterraines (hors mines), des éboulements, chutes de pierres et de blocs et des tassements différentiels. Par ailleurs, afin de mieux appréhender le risque d’affaissement de terrain, l'inventaire national des cavités souterraines permet de localiser celles situées sur la commune.
Le retrait-gonflement des sols argileux est susceptible d'engendrer des dommages importants aux bâtiments en cas d’alternance de périodes de sécheresse et de pluie. 46,8 % de la superficie communale est en aléa moyen ou fort (67,7 % au niveau départemental et 48,5 % au niveau national). Sur les 227 bâtiments dénombrés sur la commune en 2019, 153 sont en aléa moyen ou fort, soit 67 %, à comparer aux 72 % au niveau départemental et 54 % au niveau national. Une cartographie de l'exposition du territoire national au retrait gonflement des sols argileux est disponible sur le site du BRGM,.
Par ailleurs, afin de mieux appréhender le risque d’affaissement de terrain, l'inventaire national des cavités souterraines permet de localiser celles situées sur la commune.
Concernant les mouvements de terrains, la commune a été reconnue en état de catastrophe naturelle au titre des dommages causés par des mouvements de terrain en 1999.

#### Risques technologiques
La commune est en outre située en aval des barrages de Saint-Étienne-Cantalès et de Bort-les-Orgues, des ouvrages de classe A disposant d'une retenue de respectivement 133 millions et 477 millions de mètres cubes,. À ce titre elle est susceptible d’être touchée par l’onde de submersion consécutive à la rupture d'un de ces ouvrages.

## Toponymie
Le nom Lacave provient de l'occitan cava qui désigne une cave, un creux, un fossé, des fouilles pour fondation.

## Histoire
Habité depuis l'époque du Solutréen et Magdalénien (Paléolithique).

## Politique et administration
| Période                                  | Période  | Identité               | Étiquette     | Qualité            |
| ---------------------------------------- | -------- | ---------------------- | ------------- | ------------------ |
| 1792                                     | 1806     | Pierre Calvel          |               |                    |
| 1806                                     | 1831     | Antoine Longaigue      |               |                    |
| 1831                                     | 1834     | Pierre Calvel          |               |                    |
| 1834                                     | 1848     | Jean Baptiste Calvel   |               |                    |
| 1848                                     | 1852     | Antoine Madebos        |               |                    |
| 1852                                     | 1855     | Pierre Rougié          |               |                    |
| 1855                                     | 1871     | Jean Baptiste Calvel   |               |                    |
| 1871                                     | 1888     | Antoine Delsol         |               |                    |
| 1888                                     | 1889     | Pierre Rougié          |               |                    |
| 1889                                     | 1894     | Pierre François Calvel |               |                    |
| 1894                                     | 1901     | Michel Madebos         |               |                    |
| 1901                                     | 1934     | Jean Pagès             |               |                    |
| 1934                                     | 1942     | Antoine Léonard        |               |                    |
| 1942                                     | 1945     | Prosper Maury          |               |                    |
| 1945                                     | 1953     | Pierre Delpech         |               |                    |
| 1953                                     | 1955     | Marius Léonard         |               |                    |
| 1955                                     | 1971     | Prosper Lachièze       |               |                    |
| 1971                                     | 1989     | Pierre Rougié          |               |                    |
| 1971                                     | 1989     | André Lestrade         | divers droite | Conseiller général |
| juin 2020                                | En cours | Stéphane Chambon       |               |                    |
| Les données manquantes sont à compléter. |          |                        |               |                    |

## Démographie
L'évolution du nombre d'habitants est connue à travers les recensements de la population effectués dans la commune depuis 1793. Pour les communes de moins de 10 000 habitants, une enquête de recensement portant sur toute la population est réalisée tous les cinq ans, les populations de référence des années intermédiaires étant quant à elles estimées par interpolation ou extrapolation. Pour la commune, le premier recensement exhaustif entrant dans le cadre du nouveau dispositif a été réalisé en 2007.

En 2022, la commune comptait 264 habitants, en évolution de −1,12 % par rapport à 2016 (Lot : +1,31 %, France hors Mayotte : +2,11 %).
| 1793 | 1800 | 1806 | 1821 | 1831 | 1836 | 1841 | 1846 | 1851 |
| ---- | ---- | ---- | ---- | ---- | ---- | ---- | ---- | ---- |
| 557  | 477  | 777  | 647  | 531  | 576  | 619  | 647  | 647  |

| 1856 | 1861 | 1866 | 1872 | 1876 | 1881 | 1886 | 1891 | 1896 |
| ---- | ---- | ---- | ---- | ---- | ---- | ---- | ---- | ---- |
| 631  | 601  | 608  | 565  | 534  | 734  | 717  | 654  | 615  |

| 1901 | 1906 | 1911 | 1921 | 1926 | 1931 | 1936 | 1946 | 1954 |
| ---- | ---- | ---- | ---- | ---- | ---- | ---- | ---- | ---- |
| 553  | 519  | 496  | 420  | 385  | 395  | 374  | 324  | 335  |

| 1962 | 1968 | 1975 | 1982 | 1990 | 1999 | 2006 | 2007 | 2012 |
| ---- | ---- | ---- | ---- | ---- | ---- | ---- | ---- | ---- |
| 320  | 302  | 270  | 249  | 241  | 293  | 290  | 289  | 282  |

| 2017 | 2022 | - | - | - | - | - | - | - |
| ---- | ---- | - | - | - | - | - | - | - |
| 262  | 264  | - | - | - | - | - | - | - |

Au début du XXe siècle, Lacave comptait 519 habitants   "dont 27 seulement agglomérés au chef-lieu".

## Économie

### Revenus
En 2018, la commune compte 128 ménages fiscaux, regroupant 251 personnes. La médiane du revenu disponible par unité de consommation est de 21 230 € (20 740 € dans le département).

### Emploi
|                | 2008  | 2013  | 2018   |
| -------------- | ----- | ----- | ------ |
| Commune        | 5,4 % | 9,3 % | 10,4 % |
| Département    | 7,3 % | 8,9 % | 9,6 %  |
| France entière | 8,3 % | 10 %  | 10 %   |

En 2018, la population âgée de 15 à 64 ans s'élève à 131 personnes, parmi lesquelles on compte 78 % d'actifs (67,7 % ayant un emploi et 10,4 % de chômeurs) et 22 % d'inactifs,. En  2018, le taux de chômage communal (au sens du recensement) des 15-64 ans est supérieur à celui du département et de la France, alors qu'en 2008 la situation était inverse.
La commune est hors attraction des villes,. Elle compte 88 emplois en 2018, contre 89 en 2013 et 104 en 2008. Le nombre d'actifs ayant un emploi résidant dans la commune est de 91, soit un indicateur de concentration d'emploi de 96,7 % et un taux d'activité parmi les 15 ans ou plus de 45,5 %.
Sur ces 91 actifs de 15 ans ou plus ayant un emploi, 40 travaillent dans la commune, soit 44 % des habitants. Pour se rendre au travail, 74,3 % des habitants utilisent un véhicule personnel ou de fonction à quatre roues, 1,1 % les transports en commun, 6,5 % s'y rendent en deux-roues, à vélo ou à pied et 18,1 % n'ont pas besoin de transport (travail au domicile).

### Activités hors agriculture
32 établissements sont implantés  à Lacave au 31 décembre 2019. Le tableau ci-dessous en détaille le nombre par secteur d'activité et compare les ratios avec ceux du département,.
| Secteur d'activité                                                                                        | Commune | Commune | Département |
| Secteur d'activité                                                                                        | Nombre  | %       | %           |
| --- | ------- | ------- | ----------- |
| Ensemble                                                                                                  | 32      | 100 %   | (100 %)     |
| Industrie manufacturière, industries extractives et autres                                                | 5       | 15,6 %  | (14 %)      |
| Construction                                                                                              | 3       | 9,4 %   | (13,9 %)    |
| Commerce de gros et de détail, transports, hébergement et restauration                                    | 11      | 34,4 %  | (29,9 %)    |
| Information et communication                                                                              | 1       | 3,1 %   | (1,8 %)     |
| Activités financières et d'assurance                                                                      | 2       | 6,3 %   | (2,8 %)     |
| Activités immobilières                                                                                    | 1       | 3,1 %   | (3,5 %)     |
| Activités spécialisées, scientifiques et techniques et activités de services administratifs et de soutien | 3       | 9,4 %   | (13,5 %)    |
| Administration publique, enseignement, santé humaine et action sociale                                    | 2       | 6,3 %   | (12 %)      |
| Autres activités de services                                                                              | 4       | 12,5 %  | (8,7 %)     |

Le secteur du commerce de gros et de détail, des transports, de l'hébergement et de la restauration est prépondérant sur la commune puisqu'il représente 34,4 % du nombre total d'établissements de la commune (11 sur les 32 entreprises implantées  à Lacave), contre 29,9 % au niveau départemental.

### Agriculture
La commune est dans la vallée de la Dordogne », une petite région agricole occupant du petite partie (7 communes) du nord du territoire du département du Lot. En 2020, l'orientation technico-économique de l'agriculture  sur la commune est la polyculture et/ou le polyélevage.
|               | 1988 | 2000 | 2010 | 2020 |
| ------------- | ---- | ---- | ---- | ---- |
| Exploitations | 35   | 28   | 22   | 11   |
| SAU (ha)      | 727  | 655  | 605  | 502  |

Le nombre d'exploitations agricoles en activité et ayant leur siège dans la commune est passé de 35 lors du recensement agricole de 1988  à 28 en 2000 puis à 22 en 2010 et enfin à 11 en 2020, soit une baisse de 69 % en 32 ans. Le même mouvement est observé à l'échelle du département qui a perdu pendant cette période 60 % de ses exploitations,. La surface agricole utilisée sur la commune a également diminué, passant de 727 ha en 1988 à 502 ha en 2020. Parallèlement la surface agricole utilisée moyenne par exploitation a augmenté, passant de 21 à 46 ha.

## Culture locale et patrimoine

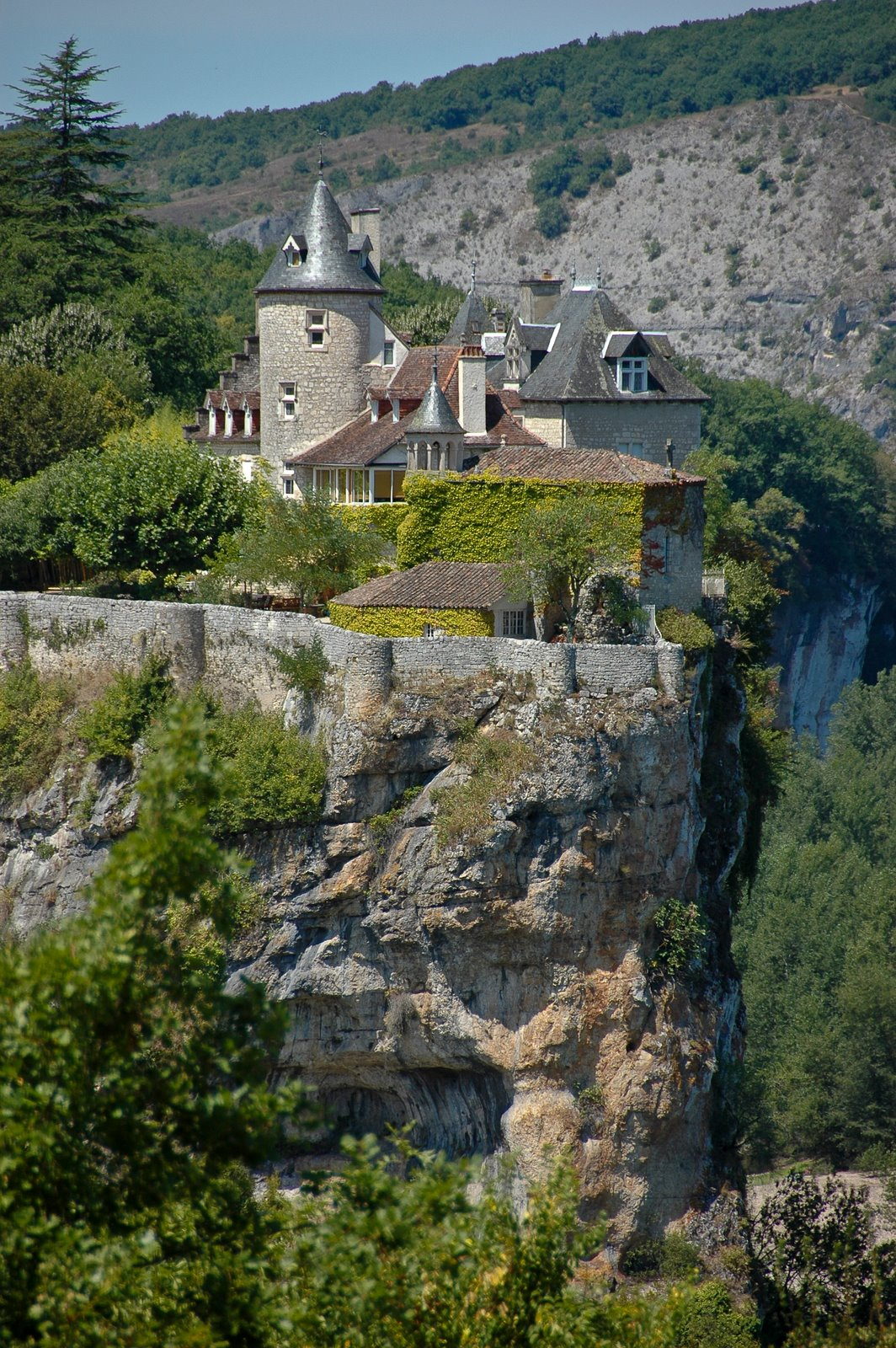
Château de Belcastel.

### Lieux et monuments
Outre de remarquables grottes qui ont fait sa réputation, la commune compte deux châteaux : château de La Treyne et Château de Belcastel (Lot). (À ne pas confondre ce dernier avec le château de Belcastel dans l'Aveyron).
- Église Saint-Georges de Meyraguet des XIe et XVe siècles classée monument historique au 12 octobre 1912[52]. Plusieurs objets sont référencés dans la base Palissy[52].
- Chapelle du château dite chapelle du Haut de Belcastel.
- Église Saint-Pierre-ès-Liens de Lacave.
- Grottes de Lacave
- Grotte des Carbonnières, située à quelques kilomètres en direction de Rocamadour, elle a été découverte par Serge Barlan en 2003[53],[54]. Elle a été ensuite aménagée par Jean-Max Touron pour les visites touristiques et ouverte au public le 1er juillet 2018, en liaison avec le Préhisto-Dino Parc voisin[55] ;
- Préhisto-Dino Parc, parc traitant des dinosaures et de la préhistoire[56] ;
- Château de la Treyne, du XVIe siècle, inscrit monument historique au 3 mai 1990 et modifié au 17 septembre 2008[57]
- Château de Belcastel (Lot), ce château a servi de décor à plusieurs scènes du film de Georges Lautner Quelques messieurs trop tranquilles filmé en 1972 et sorti en 1973.

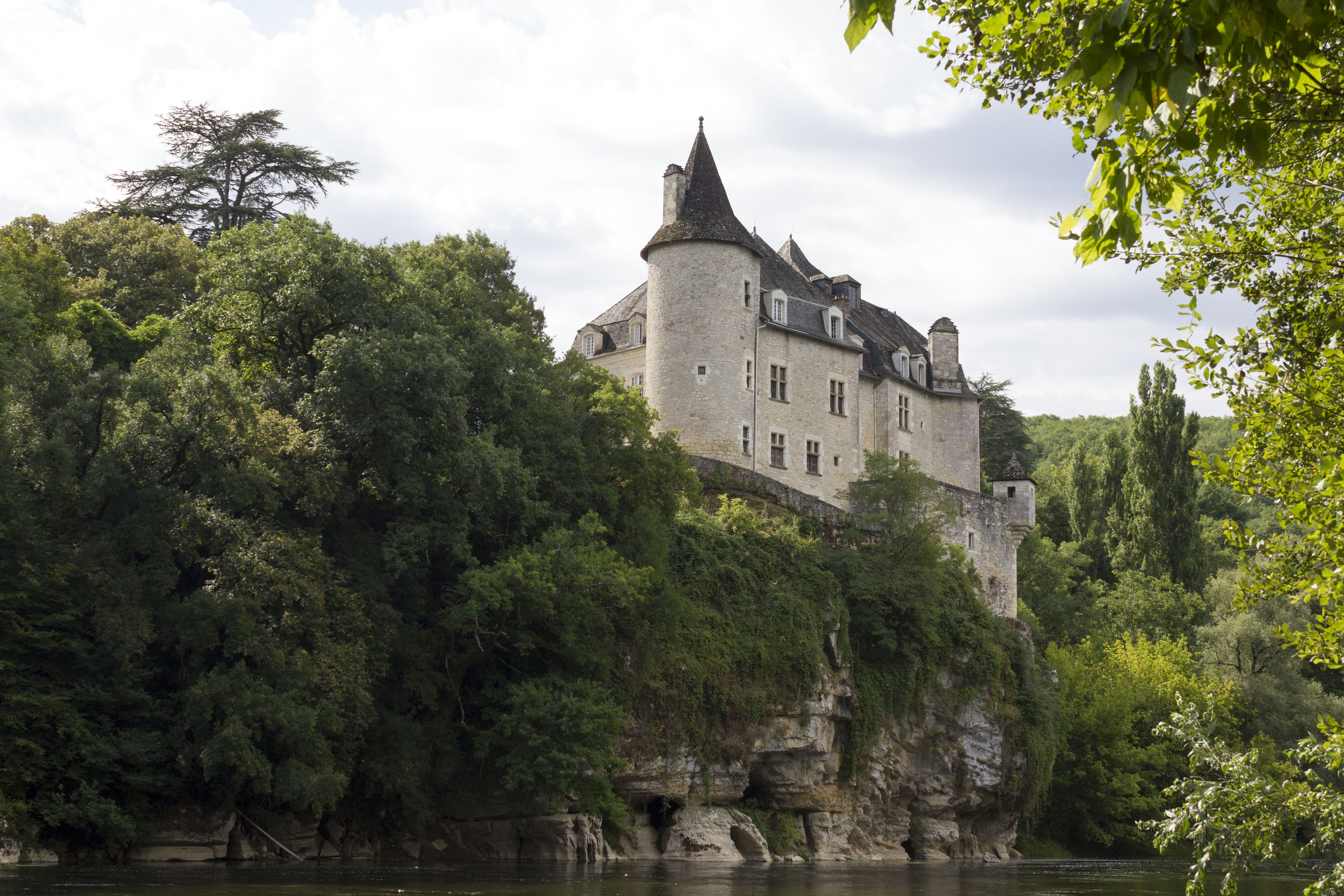
Château de la Treyne au-dessus de la Dordogne.
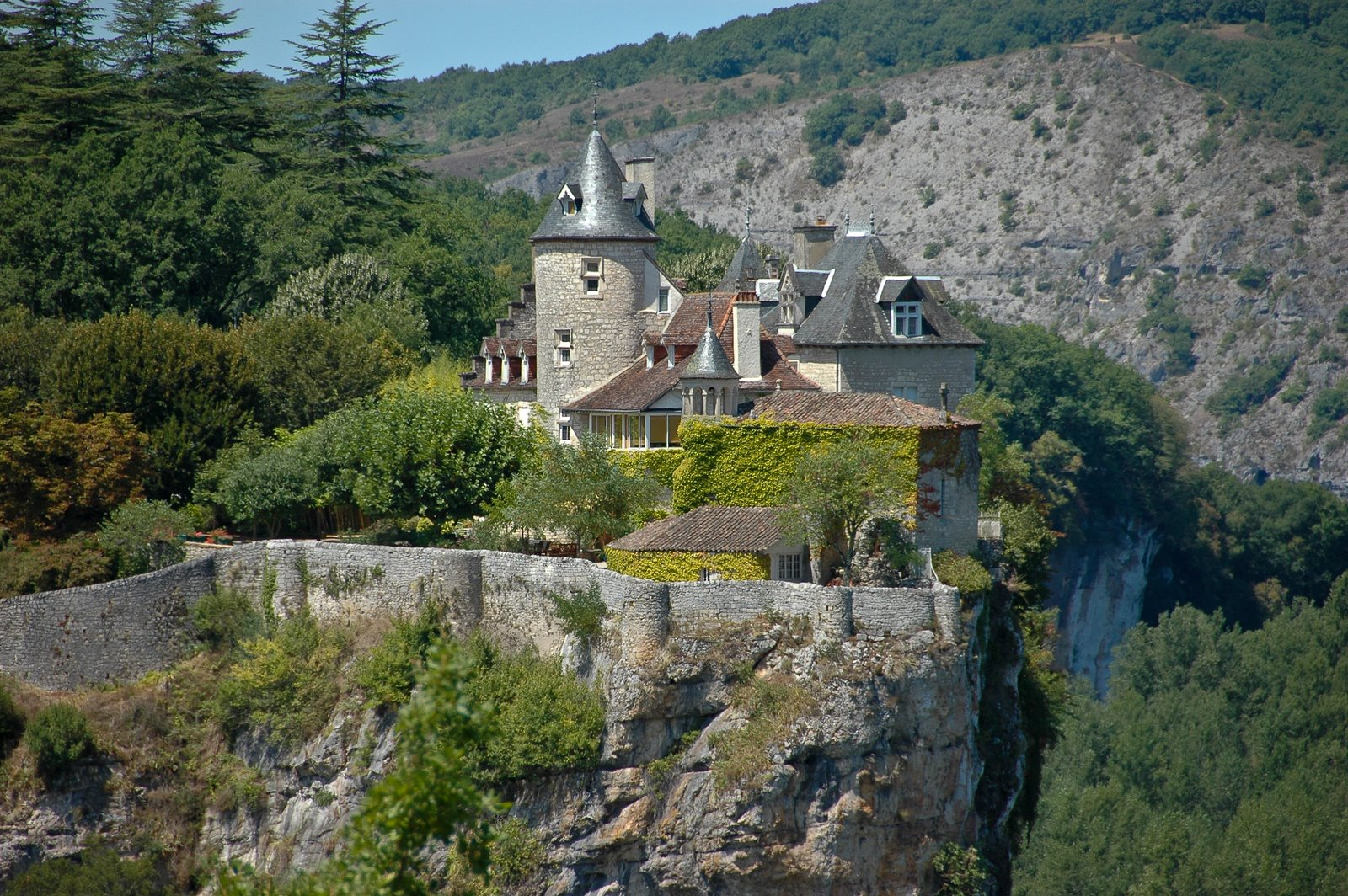
Château de Belcastel.
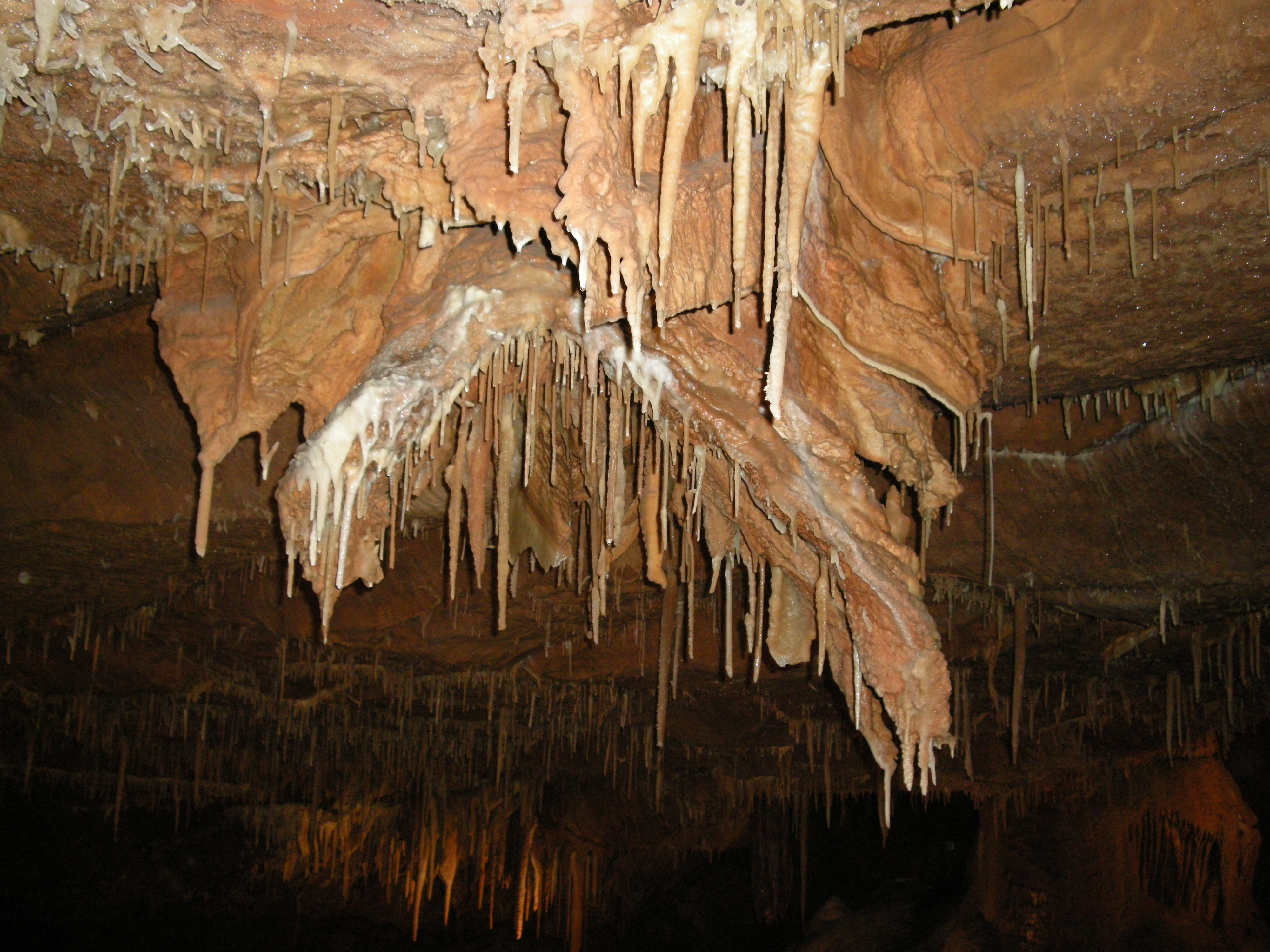
Stalactites dans la grotte de Lacave.
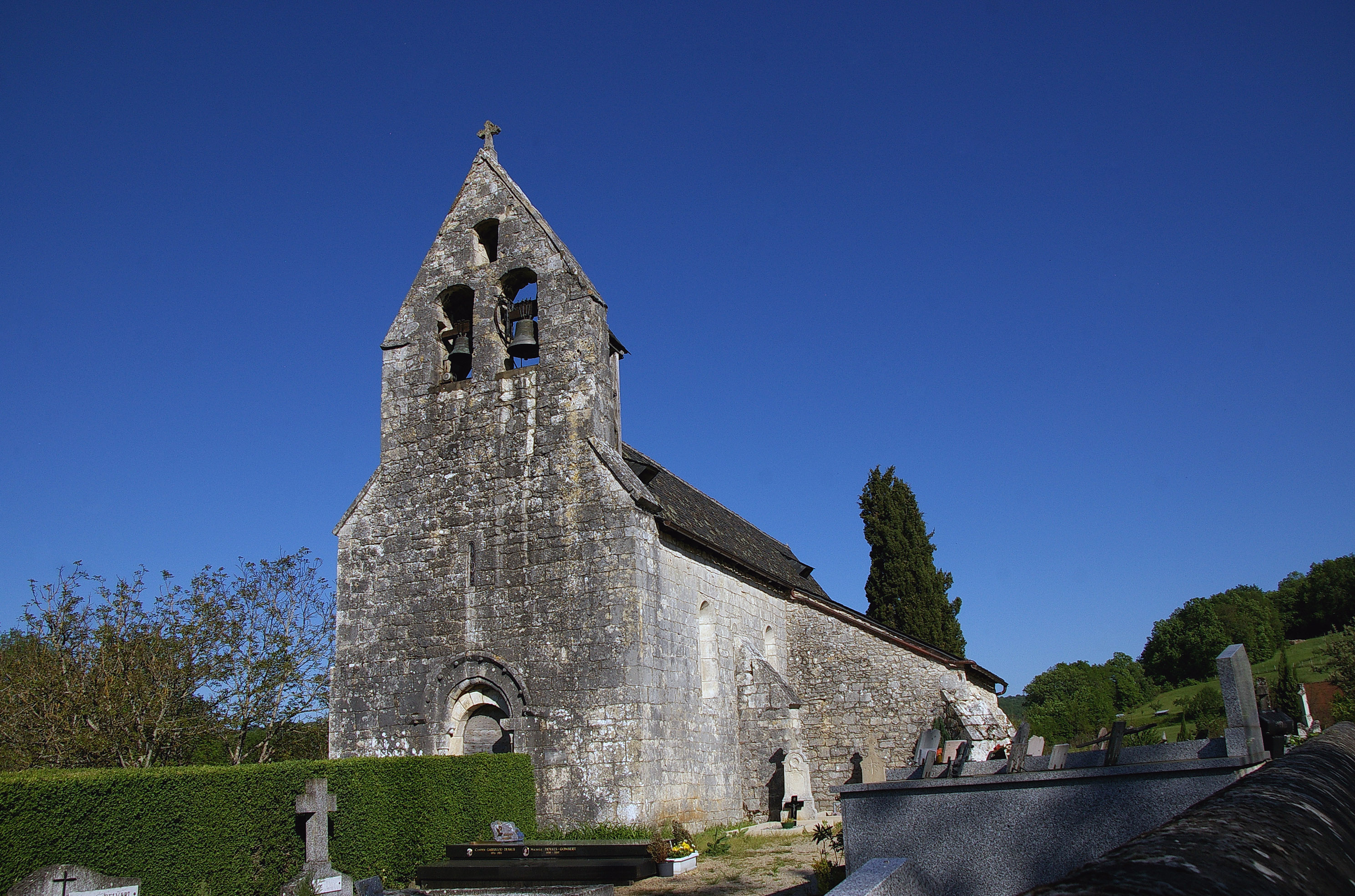
Église Saint-Georges de Meyraguet

- Dolmens du Pech de Gourbières : 2 dolmens, fouillés par Armand Viré, au sud-ouest du Pech du même nom. Les sépultures avaient été précédemment violées[58].
- Le hameau du Frau, au nord de la commune, héberge un petit aérodrome, bande goudronnée de 630 m. de long et 8.5 m. de large.

### Personnalités liées à la commune
André Chamson (1900-1983), écrivain, membre de l'Académie Française ; Lucie Mazauric (1900-1983), conservateur : durant la Seconde Guerre mondiale, ils séjournèrent pendant quelques mois au château de La Treyne avec leur fille Frédérique (Hébrard, née en 1927) alors adolescente. Une partie des œuvres du musée du Louvre était alors cachée dans le château (le reste était partagé entre le château de Montal à Saint-Jean Lespinasse et une grange à Vayrac).
Références : Lucie Mazauric, "Le Louvre en voyage" et Frédérique Hébrard, "La Citoyenne"

## Pour approfondir

#### Site de l'Insee
1. ↑  « La grille communale de densité », sur le site de l'Insee, 28 mai 2024 (consulté le 28 juin 2024).
2. ↑  Insee, « Métadonnées de la commune de Lacave ».
3. ↑  « Base des aires d'attraction des villes 2020. », sur le site de l'Insee, 21 octobre 2020 (consulté le 28 juin 2024).
4. ↑  Marie-Pierre de Bellefon, Pascal Eusebio, Jocelyn Forest, Olivier Pégaz-Blanc et Raymond Warnod (Insee), « En France, neuf personnes sur dix vivent dans l’aire d’attraction d’une ville », sur le site de l'Insee, 21 octobre 2020 (consulté le 28 juin 2024).
5. ↑  « REV T1 - Ménages fiscaux de l'année 2018 à Lacave » (consulté le 5 février 2022).
6. ↑  « REV T1 - Ménages fiscaux de l'année 2018 dans le Lot » (consulté le 5 février 2022).
7. 1 2  « Emp T1 - Population de 15 à 64 ans par type d'activité en 2018 à Lacave » (consulté le 5 février 2022).
8. ↑  « Emp T1 - Population de 15 à 64 ans par type d'activité en 2018 dans le Lot » (consulté le 5 février 2022).
9. ↑  « Emp T1 - Population de 15 à 64 ans par type d'activité en 2018 dans la France entière » (consulté le 5 février 2022).
10. ↑  « Base des aires d'attraction des villes 2020 », sur site de l'Insee (consulté le 10 avril 2021).
11. ↑  « Emp T5 - Emploi et activité en 2018 à Lacave » (consulté le 5 février 2022).
12. ↑  « ACT T4 - Lieu de travail des actifs de 15 ans ou plus ayant un emploi qui résident dans la commune en 2018 » (consulté le 5 février 2022).
13. ↑  « ACT G2 - Part des moyens de transport utilisés pour se rendre au travail en 2018 » (consulté le 5 février 2022).
14. ↑  « DEN T5 - Nombre d'établissements par secteur d'activité au 31 décembre 2019 à Lacave » (consulté le 14 février 2022).
15. ↑  « DEN T5 - Nombre d'établissements par secteur d'activité au 31 décembre 2019 dans le Lot » (consulté le 14 février 2022).

#### Autres sources
1. ↑  Carte IGN sous Géoportail
2. 1 2  Daniel Joly, Thierry Brossard, Hervé Cardot, Jean Cavailhes, Mohamed Hilal et Pierre Wavresky, « Les types de climats en France, une construction spatiale », Cybergéo, revue européenne de géographie - European Journal of Geography, no 501,‎ 18 juin 2010 (DOI 10.4000/cybergeo.23155, lire en ligne, consulté le 14 novembre 2023)
3. ↑  « Zonages climatiques en France métropolitaine. », sur pluiesextremes.meteo.fr (consulté le 14 novembre 2023).
4. ↑  « Orthodromie entre Lacave et Gourdon », sur fr.distance.to (consulté le 14 novembre 2023).
5. ↑  « Station Météo-France « Gourdon » (commune de Gourdon) - fiche climatologique - période 1991-2020 », sur donneespubliques.meteofrance.fr (consulté le 14 novembre 2023).
6. ↑  « Station Météo-France « Gourdon » (commune de Gourdon) - fiche de métadonnées. », sur donneespubliques.meteofrance.fr (consulté le 14 novembre 2023).
7. ↑  « Climadiag Commune : diagnostiquez les enjeux climatiques de votre collectivité. », sur meteofrance.fr, novembre 2022 (consulté le 14 novembre 2023).
8. ↑  « Les espaces protégés. », sur le site de l'INPN (consulté le 10 mai 2022).
9. ↑  « Liste des espaces protégés sur la commune », sur le site de l'inventaire national du patrimoine naturel (consulté le 2 septembre 2021).
10. ↑  « Le parc naturel régional des Causses du Quercy – charte 2012-2024 », sur parc-causses-du-quercy.fr (consulté le 8 mai 2021).
11. ↑  [PDF]« Le parc naturel régional des Causses du Quercy – charte 2012-2024 - le rapport »(Archive.org • Wikiwix • Archive.is • Google • Que faire ?), sur parc-causses-du-quercy.fr (consulté le 8 mai 2021).
12. ↑  « - fiche descriptive », sur le site de l'inventaire national du patrimoine naturel (consulté le 1er septembre 2021).
13. ↑  « le géoparc des Causses du Quercy »(Archive.org • Wikiwix • Archive.is • Google • Que faire ?), sur le site des Géoparks de l'Unesco (consulté le 26 août 2021).
14. ↑  « Géoparc des Causses du Quercy - fiche descriptive », sur le site de l'inventaire national du patrimoine naturel (consulté le 1er septembre 2021).
15. ↑  « Réserve de biosphère du bassin de la Dordogne », sur mab-france.org (consulté le 2 septembre 2021).
16. ↑  « Bassin de la Dordogne - zone tampon - fiche descriptive », sur le site de l'inventaire national du patrimoine naturel (consulté le 1er septembre 2021).
17. ↑  « le « cours lotois de la Dordogne » - fiche descriptive », sur le site de l'inventaire national du patrimoine naturel (consulté le 2 septembre 2021).
18. ↑  Réseau européen Natura 2000, Ministère de la transition écologique et solidaire
19. ↑  « Liste des zones Natura 2000 de la commune de Lacave », sur le site de l'Inventaire national du patrimoine naturel (consulté le 2 septembre 2021).
20. ↑  « site Natura 2000 FR7300898 - fiche descriptive », sur le site de l'inventaire national du patrimoine naturel (consulté le 2 septembre 2021).
21. ↑  « site Natura 2000 FR7300902 - fiche descriptive », sur le site de l'inventaire national du patrimoine naturel (consulté le 2 septembre 2021).
22. 1 2  « Liste des ZNIEFF de la commune de Lacave », sur le site de l'Inventaire national du patrimoine naturel (consulté le 2 septembre 2021).
23. ↑  « ZNIEFF les « coteaux et pech de Lacave à Rocamadour » - fiche descriptive », sur le site de l'inventaire national du patrimoine naturel (consulté le 2 septembre 2021).
24. ↑  « ZNIEFF « la Dordogne quercynoise » - fiche descriptive », sur le site de l'inventaire national du patrimoine naturel (consulté le 1er septembre 2021).
25. ↑  « ZNIEFF les « rocher Sainte-Marie, puech d'Aussel, vallon du Limon et combes tributaires » - fiche descriptive », sur le site de l'inventaire national du patrimoine naturel (consulté le 2 septembre 2021).
26. ↑  « ZNIEFF les « vallées de l'Ouysse et de l'Alzou » - fiche descriptive », sur le site de l'inventaire national du patrimoine naturel (consulté le 2 septembre 2021).
27. ↑  « ZNIEFF la « vallée de la Dordogne quercynoise » - fiche descriptive », sur le site de l'inventaire national du patrimoine naturel (consulté le 1er septembre 2021).
28. ↑  « CORINE Land Cover (CLC) - Répartition des superficies en 15 postes d'occupation des sols (métropole). », sur le site des données et études statistiques du ministère de la Transition écologique. (consulté le 14 avril 2021).
29. 1 2 3  « Les risques près de chez moi - commune de Lacave », sur Géorisques (consulté le 17 octobre 2022).
30. ↑  BRGM, « Évaluez simplement et rapidement les risques de votre bien », sur Géorisques (consulté le 13 septembre 2022).
31. ↑  DREAL Occitanie, « CIZI », sur occitanie.developpement-durable.gouv.fr (consulté le 13 septembre 2022).
32. ↑  « Dossier départemental des risques majeurs dans le Lot », sur lot.gouv.fr (consulté le 13 septembre 2022), partie 1 -  chapitre Risque inondation.
33. ↑  « Dossier départemental des risques majeurs dans le Lot », sur lot.gouv.fr (consulté le 13 septembre 2022).
34. ↑  « Dossier départemental des risques majeurs dans le Lot », sur lot.gouv.fr (consulté le 13 septembre 2022), chapitre Mouvements de terrain.
35. 1 2  « Liste des cavités souterraines localisées sur la commune de Lacave », sur georisques.gouv.fr (consulté le 13 septembre 2022).
36. ↑  « Retrait-gonflement des argiles », sur le site de l'observatoire national des risques naturels (consulté le 13 septembre 2022).
37. ↑  Article R214-112 du code de l’environnement
38. ↑  « barrage de Saint-Étienne-Cantalès », sur barrages-cfbr.eu (consulté le 13 septembre 2022).
39. ↑  « barrage de Bort-les-Orgues », sur barrages-cfbr.eu (consulté le 13 septembre 2022).
40. ↑  « Dossier départemental des risques majeurs dans le Lot », sur lot.gouv.fr (consulté le 13 septembre 2022), chapitre Risque rupture de barrage.
41. ↑  Gaston Bazalgues, « Les noms des communes du Parc », Les cahiers scientifiques du Parc naturel régional des Causses du Quercy, vol. 1,‎ 2014, p. 115 (lire en ligne)
42. ↑  « Les maires de Lacave », sur Site francegenweb, 19 février 2011 (consulté le 3 juin 2017).
43. ↑  L'organisation du recensement, sur insee.fr.
44. ↑  Calendrier départemental des recensements, sur insee.fr.
45. ↑  Des villages de Cassini aux communes d'aujourd'hui sur le site de l'École des hautes études en sciences sociales.
46. ↑  Fiches Insee - Populations de référence de la commune pour les années 2006, 2007, 2008, 2009, 2010, 2011, 2012, 2013, 2014, 2015, 2016, 2017, 2018, 2019, 2020, 2021 et 2022.
47. ↑  Le Lot chapitre Souillac et Lacave p. 223 - Armand Viré - Réédition de l'ouvrage de 1907 -  (ISBN 274550049X).
48. ↑  « Les régions agricoles (RA), petites régions agricoles(PRA) - Année de référence : 2017 », sur agreste.agriculture.gouv.fr (consulté le 14 février 2022).
49. ↑  Présentation des premiers résultats du recensement agricole 2020, Ministère de l’agriculture et de l’alimentation, 10 décembre 2021
50. 1 2  « Fiche de recensement agricole - Exploitations ayant leur siège dans la commune de Lacave - Données générales », sur recensement-agricole.agriculture.gouv.fr (consulté le 14 février 2022).
51. ↑  « Fiche de recensement agricole - Exploitations ayant leur siège dans le département du Lot » (consulté le 14 février 2022).
52. 1 2  « Église Saint-Georges de Meyraguet », notice no PA00095119, sur la plateforme ouverte du patrimoine, base Mérimée, ministère français de la Culture.
53. ↑  « Lot. Vient de paraître. « Mystère dans le Causse », de Serge Barlan », sur actu.fr (consulté le 23 juillet 2020).
54. ↑  « Grotte des Carbonnières (Lacave Lot Dept 46) France. découvreur de la grotte et inventeur du nom de cette grotte SERGE BARLAN Cave of Carbonnières (Lacave Lot Dept 46) », sur Minesiteblog (consulté le 23 juillet 2020).
55. ↑  Grotte des Carbonnières, « Grotte des Carbonnières », sur Site officiel de la grotte des Carbonières (consulté le 19 juillet 2018).
56. ↑  Préhisto-Dino Parc, « Préhisto-Dino Parc », sur Site officiel du Préhisto-Dino Parc (consulté le 19 juillet 2018).
57. ↑  « Château de la Treyne », notice no PA00095288, sur la plateforme ouverte du patrimoine, base Mérimée, ministère français de la Culture.
58. ↑  Armand Viré, « Dolmens et Tumuli du Lot », Bulletin de la société préhistorique de France, no Tome 8, N.5,‎ 1911, pp. 348-352 (lire en ligne).